# Golden Axe II
Golden Axe II (ゴールデンアックス II?) es un videojuego de género beat 'em up publicado por Sega, originalmente para Mega Drive en 1991. Es el segundo juego de la serie Golden Axe.

## Argumento
Los tres personajes protagonistas del primer Golden Axe, Ax Battler, Tyris Flare y Gilius Thunderhead, regresan en Golden Axe II para salvar al reino de Yuria de un nuevo clan del mal, liderado por Dark Guld y recuperar el Golden Axe, que está en su posesión. El juego cuenta con un total de siete niveles: seis niveles de desplazamiento y un final definitivo de la batalla del juego contra el jefe del Oscuro Gremio.